# Космічні промені надвисоких енергій

Диференційний енергетичний спектр космічних променів має степеневий характер (у двічі логарифмічному масштабі — похила пряма) (мінімальні енергії — жовта зона, сонячна модуляція, середні энергії — синя зона, ГКП, максимальні энергії — пурпурова зона, позагалактичні КП)

Космі́чні про́мені надвисоких енергій (КПНВЕ) — космічні промені з енергією, яка перевищує межу Грайзена—Зацепіна—Кузьміна — понад 5× 1019 еВ.
Космічними променями називають заряджені частинки високої енергії (від 108 до 1020 еВ), що надходять або від Сонця, або з міжзоряного простору. За своїми фізичними властивостями космічні промені є дуже розрідженим релятивістським газом, частинки якого майже не взаємодіють одна з одною (енергетичний спектр космічних променів має не максвелівський, а ступеневий характер), однак можуть зіштовхуватися з частинками міжзоряного середовища та взаємодіють із міжзоряним магнітним полем. Частинки з найвищою енергією можуть взаємодіяти також із реліктовим випромінюванням. Потік космічних променів поблизу Землі порівняно невеликий, однак густина енергії (близько 1 еВ на см3) порівняна з густиною сумарного електромагнітного випромінювання зір у Галактиці, або з густиною енергії теплового руху міжзоряного газу та кінетичної енергії його турбулентних рухів, а також із середньою густиною енергії магнітного поля поблизу площини галактики.
Космічні промені можуть сягати енергій понад 1020 еВ, що значно перевищує можливості наявних земних прискорювачів частинок, в яких можна надати частинці кінетичну енергію лише близько 1012—1013 еВ для опису реєстрації частинки з енергією близько 50 Дж, що еквівалентно тенісному м'ячу, розігнаному до швидкості 42 м/с). Планується досліджувати частинки навіть із більшими енергіями.
Для дослідження космічних променів будують установки великої площі, оскільки внаслідок взаємодії енергетичної частинки з атмосферою Землі утворюється потік вторинних частинок — широкі атмосферні зливи (ШАЗ). Вони складаються зі вторинних субатомних частинок (переважно — електронів), що утворюються внаслідок численних каскадних реакцій у земній атмосфері. Ширина зливи біля поверхні землі може сягати сотень і тисяч метрів, площа — десятків квадратних кілометрів. Однією з найчутливіших є ШАЗ-установка обсерваторії П'єра Оже в Аргентині, площа якої сягає 3000 км2.

## Обмеження на енергію космічних променів
Всесвіт заповнений реліктовим випромінюванням із температурою чорного тіла T ≈ 2,73 K і густиною енергії приблизно 0,45 еВ/см3. Під час руху зарядженої релятивістської частинки (наприклад, протона) з лоренц-фактором {\displaystyle \gamma } в системі відліку протона енергія кванта становить {\displaystyle \epsilon '=\gamma \epsilon }, де ε — енергія фотона для нерухомого (в системі реліктового випромінювання) спостерігача. Взаємодія космічних променів із випромінюванням відбувається через обернене комптонівське розсіювання:
або
Поріг утворення піонів — близько 150 МеВ, тому реліктові фотони з енергією {\displaystyle \epsilon \approx 6^{-4}} еВ здатні народжувати піони, взаємодіючи з частинками, для яких γ ≥ 3× 1011, тобто, з енергією понад 1020 еВ. Точніше інтегрування за функцією Планка та кутовими змінними призводить до зменшення оцінки порогової енергії до 5× 1019 еВ. Переріз реакції σ=2,5× 10-28 см2, тому в полі реліктових фотонів із густиною частинок n ≈ 400 см−3 довжина вільного пробігу протона відносно фотонародження піону {\displaystyle l={\frac {1}{n\sigma }}\approx 3} Мпк (час вільного пробігу — близько 10 млн років). Оскільки народжується піон з енергією {\displaystyle \gamma m_{\pi }c^{2}}, то втрати енергії при одиничному зіткненні протона з реліктовим фотоном становлять частку {\displaystyle {\frac {m_{\pi }}{m_{p}}}\approx 0.1} від його початкової енергії, а це означає, що після 10 зіткнень (100 млн років) такий протон втратить більшу частину енергії та піде під поріг реакції.
Народження електрон-позитронних пар має на два порядки більший переріз, ніж народження піонів, однак, енергія, яку втрачає протон, у {\displaystyle {\frac {m_{\pi }}{m_{e}}}\approx 200} разів менша, і гальмування швидкого протона за рахунок народження електрон-позитронних пар ушестеро менш ефективне, ніж за рахунок народження піонів.
Отже, протони надвисоких енергій не можуть надходити з відстані понад 30—50 Мпк (місцеве надскупчення галактик).
Величину 5× 1019 еВ називають межею ГЗК (Грайзена — Зацепіна — Кузьміна). Вона була незалежно обрахована ними 1966 року.

## Парадокс ГЗК
Оскільки дистанція гасіння енергії частинки — 50 Мпк, а у цих межах не виявлено джерел космічних променів настільки високих енергій, то такі частинки не мають спостерігатися. Однак спостереження, проведені під час експерименту AGASA, показали, що Землі досягають частинки, енергія яких перевищує встановлену межу. Існування таких частинок називають парадоксом ГЗК. Висунуто декілька пояснень цієї проблеми:
- результати спостережень були помилково інтерпретовані;
- існують джерела випромінювання на відстані до 50 Мпк (хоча їх не було виявлено іншими спостереженнями);
- важкі ядра здатні долати межу ГЗК;
- частинки, що слабко взаємодіють із речовиною, також можуть долати межу ГЗК.

У липні 2007 року, під час 30-ї Міжнародної конференції, присвяченої космічним променям, у Мериді, Мексика, HiRes представили свої результати щодо космічних променів надвисоких енергій. HiRes спостерігали спад у спектрі космічних променів надвисоких енергій на заданій ділянці та отримали лише 13 подій з енергією вище порогу (при очікуваних 43 без спаду). Це було перше спостереження, яке спростовувало парадокс ГЗК[джерело?].
Обсерваторія П'єра Оже підтвердила цей результат: замість 30 подій, необхідних для підтвердження результату AGASA, було зареєстровано лише дві. Крім того, у кутовому розподілі найбільш високоенергетичних подій спостерігалася чітко виражена анізотропія, яка добре корелювала з напрямками на активні ядра сусідніх галактик у більшості випадків (20 з 27). Отже, результати обсерваторії П'єра Оже підтвердили існування завалу в спектрі космічних променів на ділянці ефекту ГЗК для протонів та важчих ядер на рівні значущості понад {\displaystyle 20\sigma }[джерело?].
Цікавим результатом є те, що на установці AGASA були отримані вказівки на існування «порожніх» напрямків (таких, де немає відомих джерел), з яких за час спостережень находять 2-3 частинки. Це можна пояснити тим, що в деяких моделях структури мікросвіту і розвитку Всесвіту передбачено збереження в сучасному Всесвіті надмасивних елементарних частинок з масами порядку 1023–1024 еВ, з яких мала складатися матерія на початкових стадіях Великого вибуху. Їх розподіл у просторі не є повністю зрозумілим: вони можуть бути розподіленими рівномірно або притягнутими до масивних ділянок Всесвіту. Головна їх особливість в тому, що ці частинки нестабільні та можуть розпадатися на легші, зокрема, на стабільні протони, фотони та нейтрино, які набувають величезних кінетичних енергій — понад 1020 еВ. Місця, де збереглися такі частинки (топологічні дефекти Всесвіту) можуть виявитися джерелом протонів, фотонів або нейтрино надвисоких енергій.

## Історія спостережень
Вперше частинку космічних променів, енергія якої перевищувала 1020 еВ (16 Дж) спостерігали Джон Д. Лінслі та Лівіо Скарсі під час експерименту на вулкані Ранчо в Нью-Мексико в 1962 році.
Відтоді спостерігали частинки космічних променів із більшою енергією. Серед них була частинка «О-мій-Боже» (Oh-My-God particle), яку спостерігали ввечері 15 жовтня 1991 року співробітники університету штату Юта в експерименті «Fly's Eye» над полігоном «Dugway» (Юта). Це спостереження було шоком для астрофізиків[ненейтрально], які оцінили її енергію як 3,2× 1020 еВ (близько 50 Дж) — іншими словами, атомне ядро мало кінетичну енергію, яке дорівнює енергії бейсбольного м'яча, що рухається зі швидкістю 100 кілометрів на годину (60 миль/год).
Енергія цієї частинки приблизно в 40 мільйонів разів перевищувала енергію протонів, які розганяють у земних прискорювачах. Однак, лише незначна частка цієї енергії доступна для взаємодії з протоном або нейтроном на поверхні Землі — більша частина енергії переходить у кінетичну енергію продуктів взаємодії, які утворюються у верхніх шарах атмосфери. Ефективна енергія зіткнення такої частинки, — квадратний корінь із подвійного добутку енергії частинки та маси спокою протона —, дає оцінку 7,5× 1014 еВ, що приблизно в 50 разів перевищує енергію зіткнень у Великому адронному коллайдері — найпотужнішому прискорювачі, коли-небудь побудованому.
З моменту першого спостереження, детектором космічних променів «Fly's Eye» університету Юти було зафіксовано щонайменше п'ятнадцять подібних подій[джерело?]. Такі частинки космічних променів з надвисокою енергією трапляються дуже рідко; енергія більшості частинок космічних променів становить від 10 МеВ до 10 ГеВ.
24 листопада 2023 року, видання The Guardian, з посиланням на публікацію в науковому журналі Science, повідомило, що обсерваторія Telescope Array в штаті Юта (США) виявила рідкісну частинку надзвичайно високої енергії з космічних променів, що дісталася Землі. Її назвали Аматерасу — на честь богині-сонця в японській міфології. Енергія Аматерасу перевищує 2,4× 1020 еВ (240 ЕеВ), що в мільйони разів більше, ніж рівень, якого частки досягають у Великому адронному колайдері. Аматерасу поступається лише частинці «О-мій-Боже», виявленій в 1991 році — її промінь мав заряд 320 ЕеВ.